# Paraclet
Paraclet, paraclit o paràclit (grec: παράκλητος paráklētos; grec koiné i medieval paráklītos; llatí: părăclētus o părăclītus; en llatí litúrgic părăclĭtus) és un terme bíblic cristià, citat un total de cinc vegades en l'Evangeli segons sant Joan. El terme s'usa per a referir-se a l'Esperit Sant i ha estat objecte d'un llarg debat entre els teòlegs, amb diverses teories sobre el tema.

## Etimologia
Paraclet prové de la paraula grega koiné παράκλητος (paráklētos), que pot significar ‘el que consola’; ‘el que encoratja i reviu’; ‘el que reviu’; ‘el que intercedeix per nosaltres com un defensor en un tribunal’. La paraula paraclet té forma passiva i, etimològicament, significa ‘anomenat al costat d'un hom’. La forma activa de la paraula, parakletor, no es troba en el Nou Testament, però està en la Septuaginta, en plural, en «Consoladors molestos sou tots vosaltres» (Job 16:2).